# Marjosaari (ö i Jämsä, Vaheri)
Marjosaari är en liten ö i Finland. Den ligger i sjön Päijänne och i kommunen Jämsä i den ekonomiska regionen  Jämsä  och landskapet Mellersta Finland, i den södra delen av landet, 180 km norr om huvudstaden Helsingfors. Öns area är 1,8 hektar och dess största längd är 180 meter i sydväst-nordöstlig riktning.